# 文学の輪郭
『文学の輪郭』（ぶんがくのりんかく）は、中島梓による評論集。1977年から1978年にかけて『群像』に発表された評論4編に加え、三田誠広との対談を収録した評論集。1977年に群像新人文学賞評論部門を受賞した、著者の初の評論集である。
1978年9月12日に講談社より単行本（ISBN 4-06-113963-0）として刊行された。のち、1985年10月15日に講談社文庫版（ISBN 4-06-183601-3）が、1992年5月22日にちくま文庫版（ISBN 4-480-02617-7）が刊行されている。ただし、講談社文庫版、ちくま文庫版には、三田誠広との対談は収録されておらず、かわりに「文庫版あとがき」として「《ロマン革命》序説」と題された一編が収録されている。この一編は、のちに「ロマン革命PART1」の副題で刊行された『わが心のフラッシュマン』（筑摩書房）に続いていくものとなる。
単行本版は、1978年に著者が栗本薫名義で江戸川乱歩賞を受賞した、小説家としてのデビュー作『ぼくらの時代』の単行本版と同日に刊行された。どちらも装幀は和田誠が担当しており、表紙のタイトルの書体などが統一されている。

## 収録作品
1. 文学の輪郭
初出：『群像』1977年6月号
2. 表現の変容
初出：『群像』1977年9月号
3. 個人的な問題
初出：『群像』1978年2月号
4. 文学の時代
初出：『群像』1978年9月号
5. われらの時代と文学 対談vs.三田誠広
書き下ろし（単行本版のみ）
6. 文庫版あとがき 《ロマン革命》序説
書き下ろし（文庫版のみ）

## 受賞作
- 文学の輪郭（第20回群像新人文学賞評論部門）